# 芒特古巴 (特拉華州)
芒特古巴（英語：Mount Cuba）是位於美國特拉華州紐卡斯爾縣的一個非建制地區。該地的面積和人口皆未知。

## 地理
芒特古巴的座標為39°47′29″N 75°38′23″W / 39.79139°N 75.63972°W，而該地的平均海拔高度為60米（即197英尺）。